# 文建書房
文建書房（ぶんけんしょぼう）は、主に語学書や大学受験生向け（高等学校向け）学習参考書を出版する日本の出版社である。

## 概要
- 1947年に設立し、2014年9月に倒産した出版社である。従業員数が5人という小規模であるが、「和文英訳の修業」といった格調の高い参考書を出版している。
- 近年は過去の出版物の改訂版を出すなどしている（品切れや絶版などにより入手できない場合もある）。
- ホームページは現時点で存在していない。

## 主な出版物
- 英文法詳説 - 吉川美夫(著)
- 英作文研究 方法と実践 - 山田和男(著) (改訂新版)
- 鳩と共に七十年 - 関口龍雄(著)
- 新英文解釈法 - 吉川美夫(著) (増補改訂)
- 和文英訳の修業 - 佐々木高政(著) (4訂新版)
- 野球の英語 - 山田和男、吉井徹郎(共著)
- 高等英文法 統語論 - T.T.アニアンズ(著)、安藤貞雄(訳)
- 英文をいかに読むか - 朱牟田夏雄(著)
- 考える英文法 - 吉川美夫(著)
- 英語の発音とその急所 - 阿倍勇(著)
- 英文法要説 - 吉川美夫(著)
- 開明英文文法 表現の科学- 林語堂(著)、山田和夫(訳)
- 文法の組織 - イエスペルセン(著)、宮畑一郎(訳)
- サリンジャーの文学 - 繁尾久、武田勝彦(共著) (増補版)
- 英米の歴史と文学の話 - 冨原芳彰(著) (増補新版)
- 電話の英語 - 山田和夫、永井みち子(共著)
- 笑う英語 - ベネット・サーフ(著)、佐藤亮一(訳)
- 初等英文法 - 吉川美夫(著)